# Pirochtův mlýn
Pirochtův mlýn (Piruchtův) v Boskovicích v okrese Blansko je vodní mlýn, který stojí ve východní části Pilského údolí na říčce Bělá. Je chráněn jako nemovitá kulturní památka České republiky.

## Historie
Mlýn má renesanční původ. Je zakreslen na mapě 1. vojenského mapování z let 1764–1768.

## Popis
Patrový mlýn se sedlovou střechou postavený na obdélném půdorysu má obytnou a mlýnskou část. Střecha je nesena hambálkovým krovem se stojatou stolicí. Pod eternitovým krytím se nachází starší dřevěný šindel.
Mlýn je zděný ze smíšeného kamenocihelného zdiva, fasádu má hladkou s lizénovým rámem. Ze severu na budovu navazuje krátké příčné křídlo pro vodní náhon s nízkou sedlovou střechou, jehož přízemí je z větší části zapuštěné do terénu.
Obytná část má v obou nadzemních podlažích trojtraktovou dispozici se střední síní. Síň v úrovni přízemí je přístupná přímo ze dvora na západní straně, v úrovní patra z dřevěné pavláčky, na kterou vede ze dvora dřevěné schodiště. Síň v přízemí je zaklenutá valenou klenbou. V obou podlažích obytné části se dochovaly pozůstatky černých kuchyní.
Samostatným vstupem od jihu je přístupná mlýnská část, která je jednotraktová se třemi úrovněmi podlah.
Voda na vodní kolo vedla náhonem z rybníka, který se nacházel v místech sportovního hřiště. Dochovalo se torzo vodního kola na vrchní vodu, naftový motor od výrobce Breitfeld, Daněk a spol., Blansko, a historické technologické prvky (transmise, řemenice, převody, válcová stolice, loupačka, výtahy a dopravníky, kapsový výtah, pytlovací lávka, šrotovník).

## Boskovická kaskáda
Mlýn patřil do soustavy takzvané „Boskovické kaskády“, která zahrnovala pět mlýnů a dvě vodní pily na třech kilometrech toku říčky Bělé. Pouze Pirochtův mlýn se zachoval v téměř nedotčené podobě. Mlýny a pily: Šmelcovna (pila), Klevetův mlýn, Lasákův mlýn, Dvořáčkův mlýn, Pirochtův mlýn, Puklův mlýn, pila v Pilském údolí (Podlesní mlýn).